# Škuljari
Škuljari is een plaats in de gemeente Buzet in de Kroatische provincie Istrië. De plaats telt 53 inwoners (2001).